# Лисвори
Лисвори (на гръцки: Λισβόρι, катаревуса Λισβόριον, Лисворион) е село в Република Гърция, разположено на остров Лесбос, област Северен Егей. Селото има население от 516 души (2001).

## Личности
Родени в Лисвори
- Никодим Анагносту (р. 1931), гръцки духовник